# Cumbre de Bruselas de 2022

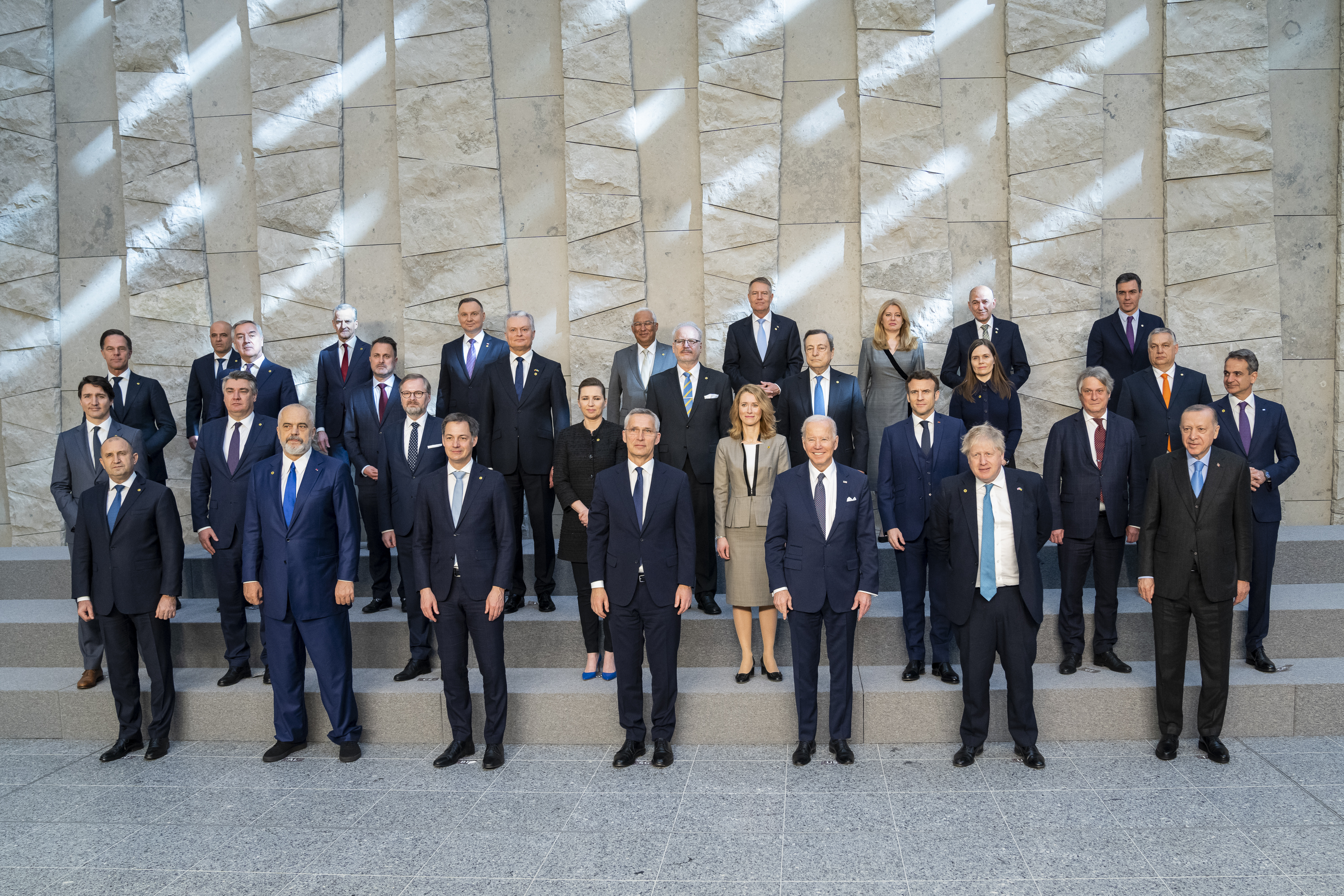
El presidente Joe Biden posa para una foto grupal con líderes mundiales de la OTAN

La cumbre de Bruselas de 2022 fue una reunión extraordinaria de los jefes de Estado y de Gobierno de la OTAN celebrada en Bruselas, Bélgica, el 24 de marzo de 2022. La reunión tuvo lugar tras la invasión rusa de Ucrania en 2022.
En el día, la OTAN organizó reuniones de líderes del G7.  El presidente de Ucrania, Volodímir Zelenski, asistió a una videoconferencia y se dirigió a la cumbre. Zelenskyy solicitó a los estados de la OTAN que proporcionen a Ucrania equipo militar, incluidos aviones, tanques y vehículos blindados. También pidió a la OTAN que establezca una zona de exclusión aérea para evitar ataques aéreos y con misiles en Ucrania. En la cumbre, algunos estados de la OTAN se comprometieron a aumentar el gasto militar.
En la cumbre, los líderes también acordaron extender el mandato del Secretario General Jens Stoltenberg por otro año hasta septiembre de 2023. 
Después de la cumbre, los líderes emitieron una declaración conjunta en la que condenaron los ataques rusos contra civiles y pidieron a Rusia que suspendiera de inmediato las operaciones militares en Ucrania, como había ordenado la Corte Internacional de Justicia una semana antes.